# Liste der Biografien/De M
Liste der Biografien |
Portal Biografien |
M Personensuche
# |
A |
B |
C |
D |
E |
F |
G |
H |
I |
J |
K |
L |
M |
N |
O |
P |
Q |
R |
S |
T |
U |
V |
W |
X |
Y |
Z |
?
 
Da |
Db |
Dc |
Dd |
De |
Dg |
Dh |
Di |
Dj |
Dk |
Dl |
Dm |
Dn |
Do |
Dq |
Dr |
Ds |
Du |
Dv |
Dw |
Dy |
Dz
 
De A |
De B |
De C |
De D |
De E |
De F |
De G |
De H |
De J |
De K |
De L |
De M |
De N |
De P |
De Q |
De R |
De S |
De T |
De V |
De W |
De Y |
De Z 

Dea |
Deb |
Dec |
Ded |
Dee |
Def |
Deg |
Deh |
Dei |
Dej |
Dek |
Del |
Dem |
Den |
Deo |
Dep |
Deq |
Der |
Des |
Det |
Deu |
Dev |
Dew |
Dex |
Dey |
Dez
Die Liste der Biografien führt alle Personen auf, die in der deutschsprachigen Wikipedia einen Artikel haben. Dieses ist eine Teilliste mit 128 Einträgen von Personen, deren Namen mit den Buchstaben „De M“ beginnt.

## De M

### De Ma
- De Mabior, Akuol (* 1989), südsudanische Filmemacherin, Frauenrechtlerin und ehemaliges Model
- De Maere, Luc Jozef Gerard (1956–2011), belgischer Priester, Diplomat des Heiligen Stuhls
- De Maeyer, Jan (* 1949), belgischer Komponist und Oboist
- De Maeyer, Leo (1927–2014), belgischer Chemiker
- De Magistris, Fabrizio, italienischer Bildhauer des Manierismus
- De Magistris, Gianni (* 1950), italienischer Wasserballspieler
- De Magistris, Luigi (1926–2022), italienischer Geistlicher und Kardinal der römisch-katholischen Kirche, Pro-Großpönitentiar
- De Magistris, Luigi (* 1967), italienischer Staatsanwalt und Politiker, MdEP
- De Magistris, Riccardo (* 1954), italienischer Wasserballspieler
- De Man, Filip (* 1955), flämischer Politiker und Journalist
- De Man, Mark (* 1983), belgischer Fußballspieler
- De Man, Preben (* 1996), belgischer Fußballspieler
- De Manincor, Luigi (1910–1986), italienischer Segler und Bootsbauer
- De Marchi, Alessandro (* 1962), italienischer Dirigent und Cembalist
- De Marchi, Alessandro (* 1986), italienischer RadrennfahrerAlessandro De Marchi (* 1986)

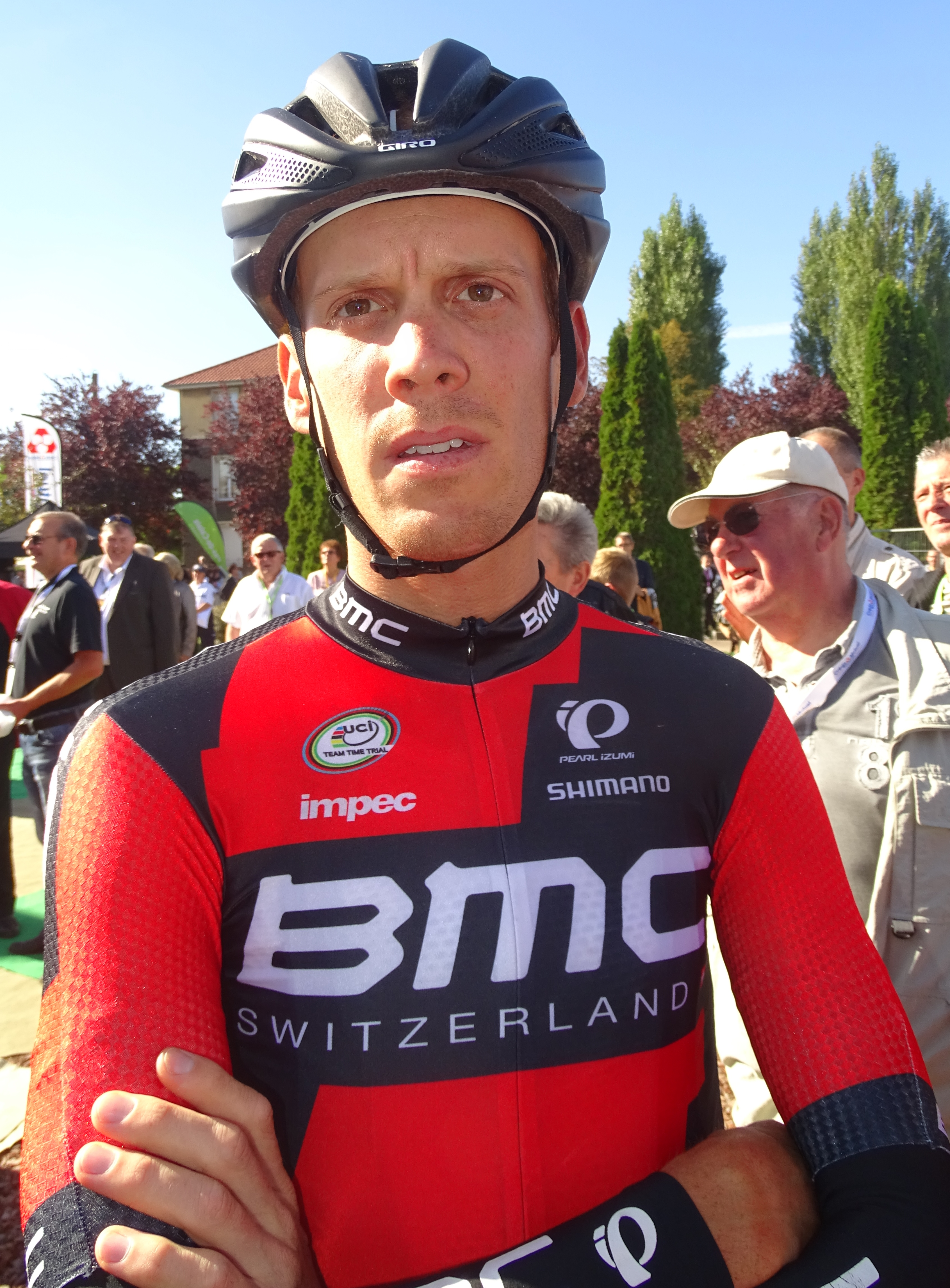
Alessandro De Marchi (* 1986)

- De Marchi, Emilio (1851–1901), italienischer Schriftsteller
- De Marchi, Emilio (* 1959), italienischer Schauspieler
- De Marchi, Francesco (1504–1576), italienischer Höfling, Architekt, Ingenieur und Autor
- De Marchi, Francesco (* 1986), italienischer Volleyballspieler
- De Marchi, Luigi (1927–2020), italienischer Filmregisseur, Drehbuchautor und Maler
- De Marchi, Marco (1872–1936), italienischer Naturforscher, Philanthrop und Unternehmer
- De Marchi, Matt (* 1981), italo-amerikanischer Eishockeyspieler
- De Marchi, Pietro (* 1958), italienisch-schweizerischer Literaturwissenschaftler und Lyriker
- De Marchi, Silvia (1897–1936), italienische Psychologin
- De Marchis, Marcella (1916–2009), italienische Kostümbildnerin
- De Marchis, Pietro (1575–1648), chiotischer römisch-katholischer Bischof
- De Marco, Pietro (* 1941), italienischer Philosoph und Soziologe
- De Marco, Vernon (* 1992), slowakisch-argentinischer Fußballspieler
- De Mari, Lorenzo († 1772), Doge der Republik Genua
- De Mari, Silvana (* 1953), italienische Schriftstellerin
- De Maria, Astolfo (1891–1946), italienischer Maler
- De Maria, Enrico (* 1976), Schweizer Segler
- De Maria, Giuseppe (* 1984), italienischer Radrennfahrer
- De Maria, Nicola (* 1954), italienischer Maler
- De Maria, Pietro (* 1967), italienischer Pianist
- De Maria, Renato (* 1958), italienischer Regisseur und Drehbuchautor
- De Maria, Rino (* 1982), italienischer Liedermacher
- De Maria, Walter (1935–2013), US-amerikanischer Künstler
- De Marinis, Alberto (1868–1940), italienischer Brigadegeneral, Militärattaché, Senator und Staatsminister
- De Marney, Derrick (1906–1978), britischer Schauspieler und Filmproduzent
- De Marre, Thibaut (* 1998), belgischer Skilangläufer
- De Martelaere, Patricia (1957–2009), flämische Schriftstellerin und Professorin für Philosophie
- De Martin Topranin, Virginia (* 1987), italienische Skilangläuferin
- De Martin, Francesca (1961–2009), deutsch-italienische Kabarettistin, Bühnenautorin, Theaterregisseurin und Schauspielerin
- De Martini, Angelo (1897–1979), italienischer Radrennfahrer
- De Martini, Susy (* 1952), italienische Politikerin, MdEP
- De Martino, Alberto (1929–2015), italienischer Filmregisseur und Drehbuchautor
- De Martino, Carmine (1898–1963), italienischer Politiker, Unternehmer und Sportmanager
- De Martino, Francesco (1907–2002), italienischer Jurist und Politiker, Mitglied der Camera dei deputati
- De Martino, Giacomo (1868–1957), italienischer Diplomat und Politiker, Botschafter in Deutschland, Japan, im Vereinigten Königreich und den Vereinigten Staaten sowie Senator
- De Martino, Giovanni (1870–1935), italienischer Bildhauer
- De Martino, Pino (* 1928), italienischer Filmproduzent
- De Marzo, Thereza (1903–1986), brasilianische Pilotin
- De Masi, Arianna (* 1999), italienische Sprinterin
- De Masi, Domenico (1938–2023), italienischer Soziologe
- De Masi, Fabio (* 1980), deutscher Politiker (BSW, Die Linke)Fabio De Masi (* 1980)

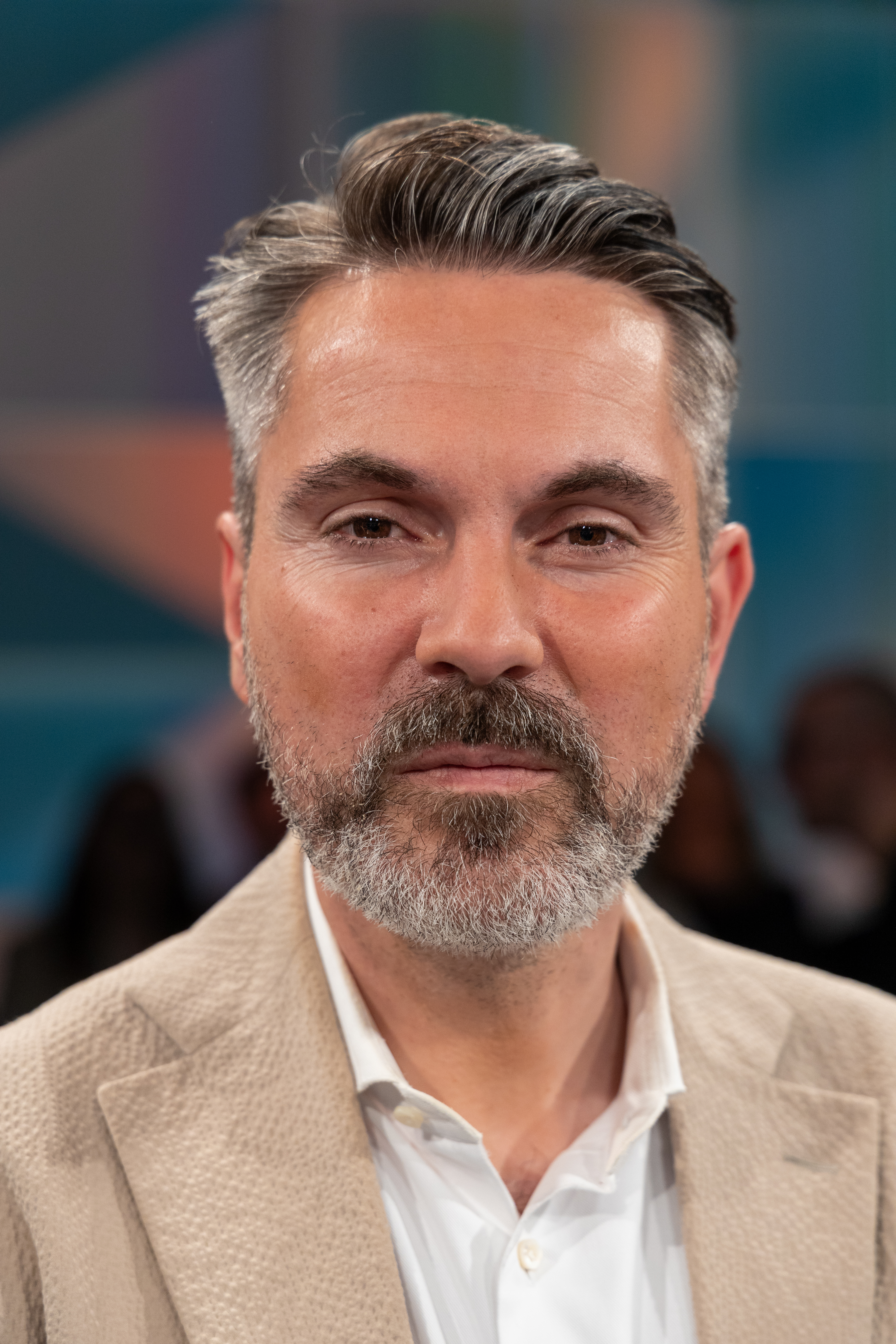
Fabio De Masi (* 1980)

- De Masi, Francesco (1930–2005), italienischer Komponist und Dirigent
- De Mattei, Roberto (* 1948), italienischer Historiker
- De Matteis, Maria (1898–1988), italienische Kostümbildnerin
- De Matteis, Paolo (1662–1728), italienischer Maler, Zeichner, Silberschmied
- De Mattia, Massimo (* 1959), italienischer Jazzmusiker und Komponist
- De Mattias, Maria (1805–1866), italienische Ordensgründerin, Heilige
- De Mauro, Mauro (1921–1970), italienischer Journalist, Mafiaopfer
- De Mauro, Tullio (1932–2017), italienischer Linguist und Politiker
- De Mayer, Jérôme (1875–1958), belgischer Bogenschütze
- De Mayo, Paul (1924–1994), britischer Chemiker und Hochschullehrer

### De Me
- De’ Medici, Lorenzo (* 1951), italienischer Schriftsteller, Angehöriger der Familie der MediciLorenzo de’ Medici (* 1951)

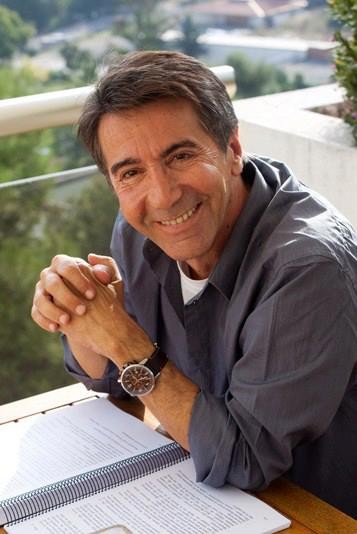
Lorenzo de’ Medici (* 1951)

- De Meersman, Philémon (1914–2005), belgischer Radrennfahrer
- De Mello, Margo (* 1964), US-amerikanische Anthropologin
- de Menezes, António (1891–1961), portugiesischer Fechter
- De Meo, Antonia Marie, italienisch-US-amerikanische Juristin, Direktorin des UNICRI
- De Meo, Francesco (* 1963), deutscher Vorsitzender der Helios-Kliniken
- De Meo, Gustavo (1920–2010), italienischer Politiker, Mitglied der Camera dei deputati
- De Merode, Amaury (1902–1980), belgischer Adliger und Präsident der FIA
- De Merode, Werner (1914–1995), belgischer Diplomat
- De Mérode, Xavier (1820–1874), belgischer katholischer Prälat, Erzbischof und Staatsmann des Kirchenstaates
- De Metz, Delon, US-amerikanischer Schauspieler
- De Metz, Georgi Georgijewitsch (1861–1947), russischer Physiker, Methodologe und Universitätsrektor
- De Meuland, Roger († 1295), englischer Geistlicher, Bischof von Coventry und Lichfield
- De Meulder, Christophe (* 1988), belgischer Pokerspieler
- De Meulder, Matthias (* 1988), belgischer Pokerspieler
- De Meulemeester, Adolphe (1870–1944), belgischer Soldat und Kolonialadministrator
- de Meuron, Andrea (* 1973), Schweizer Politikerin
- De Mey, Michèle Anne (* 1959), belgische Tänzerin und Choreographin
- De Mey, Peter (* 1966), belgischer katholischer Theologe
- De Meyer, Patrick, belgischer Musikproduzent

### De Mi
- De Micheli, Giulio (1899–1940), italienischer Komponist
- De Micheli, Paola (* 1973), italienische Politikerin
- De Micheli, Pierina (1890–1945), italienische römisch-katholische Ordensfrau, Selige
- De Michelis, Cesare G. (* 1944), italienischer Literaturwissenschaftler, Hochschullehrer und Ordinarius für russische Literatur und Autor
- De Michelis, Gianni (1940–2019), italienischer Politiker, Mitglied der Camera dei deputati, MdEP
- De Michelis, Giuseppe (1872–1951), italienischer Diplomat und Politiker, Ständiger Vertreter bei der Internationalen Arbeitsorganisation sowie Senator
- De Middeleir, Robert (1938–2016), belgischer Radrennfahrer
- De Mille, James (1833–1880), kanadischer Literaturwissenschaftler und Schriftsteller
- De Mille, William C. (1878–1955), US-amerikanischer Bühnenautor und Regisseur
- De Minaur, Alex (* 1999), australischer TennisspielerAlex de Minaur (* 1999)

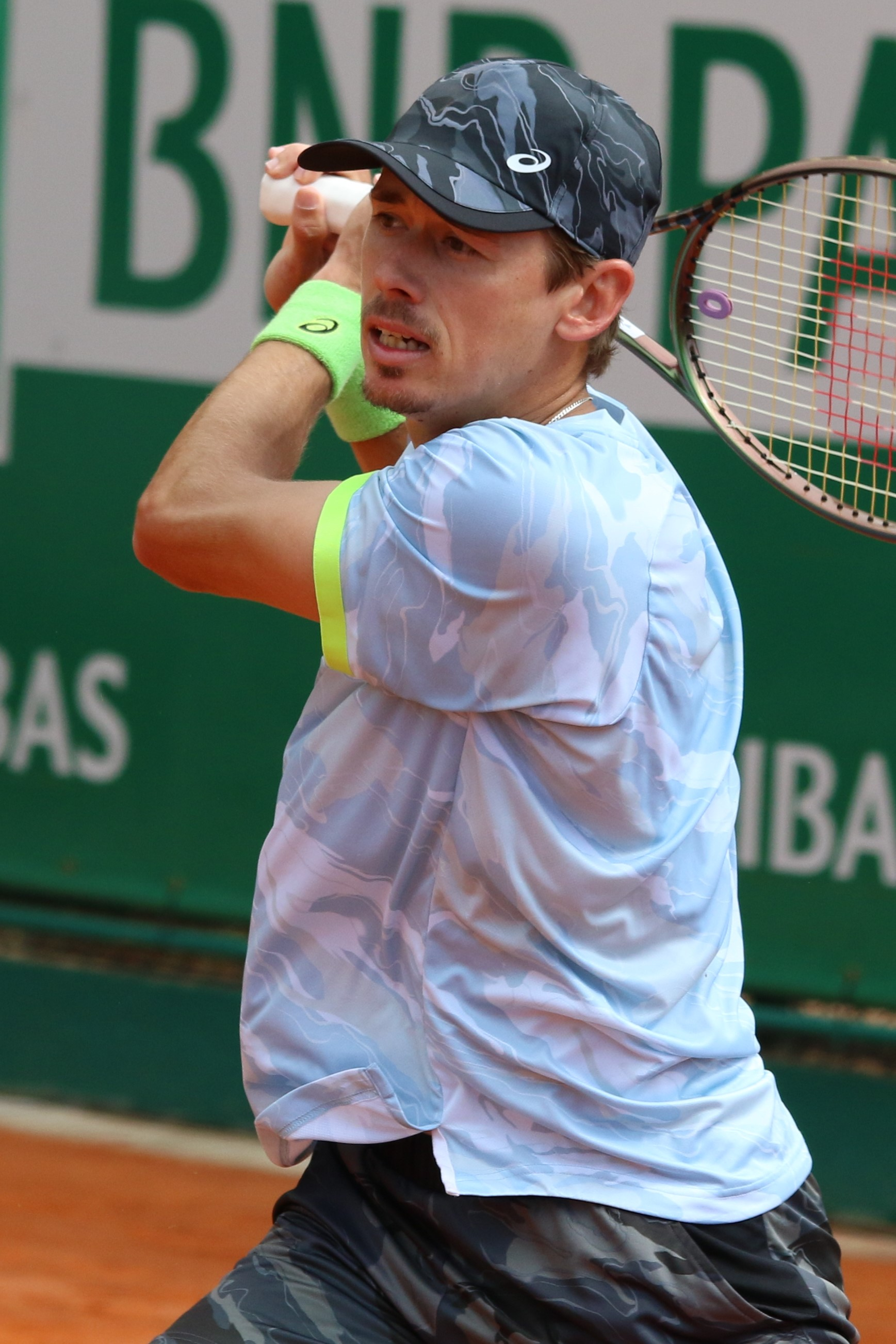
Alex de Minaur (* 1999)

- De Mistura, Staffan (* 1947), italienisch-schwedischer Diplomat, UNO-Gesandter für Syrien
- De Mita, Ciriaco (1928–2022), italienischer Politiker (UdC), Mitglied der Camera dei deputati, MdEP
- De Mitri, Leonardo (1914–1956), italienischer Filmregisseur

### De Mo
- De Mohrenschildt, George (1911–1977), US-amerikanischer Geologe
- De Mola, Tina (1923–2012), italienische Schauspielerin und Sängerin
- de Montalembert, Thibault (* 1962), französischer Schauspieler
- De Monte, Isabella (* 1971), italienische Politikerin
- De Montebello, Philippe (* 1936), US-amerikanischer Kunsthistoriker
- De Monti, Filippo († 1680), italienischer Priester, Bischof von Ascoli Piceno und von Teramo
- De Moor, Bob (1925–1992), belgischer Comiczeichner
- De Moor, Nicole (* 1984), belgische Politikerin der CD&V
- De Moraes, Abrahão (1917–1970), brasilianischer Astronom
- De Morgan, Augustus (1806–1871), englischer Mathematiker
- De Morgan, Mary (1850–1907), britische Schriftstellerin
- De Mornay, Rebecca (* 1959), US-amerikanische SchauspielerinRebecca De Mornay (* 1959)

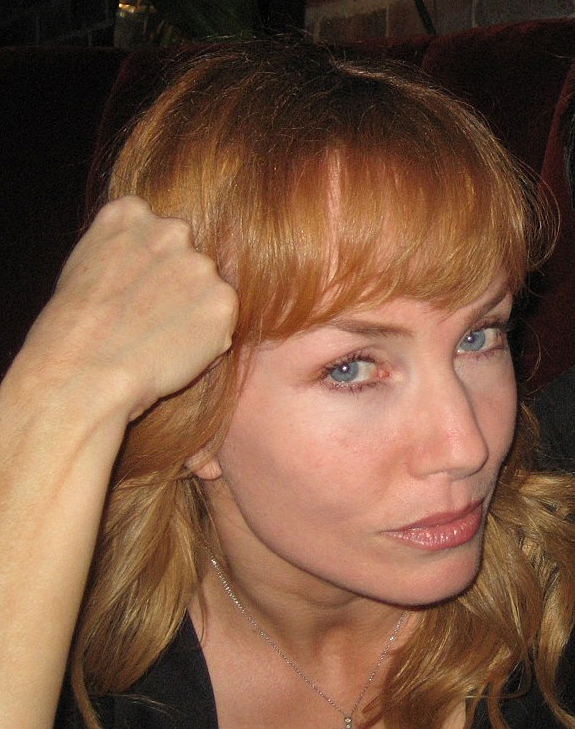
Rebecca De Mornay (* 1959)

- De Morpurgo, Umberto (1896–1961), italienischer Tennisspieler
- De Mott, John (1790–1870), US-amerikanischer Politiker
- De Motte, Mark L. (1832–1908), US-amerikanischer Politiker

### De Mu
- De Mul, Tom (* 1986), belgischer Fußballspieler
- De Mulder, Frans (1937–2001), belgischer Radrennfahrer
- De Mulder, Gustave (* 1888), belgischer Ruderer
- De Mulder, Jan, belgischer Badmintonspieler
- De Mulder, Robert (1900–1967), belgischer Ruderer
- De Mulder, Tom (* 1993), belgischer Squashspieler
- De Munster, Lucien (* 1932), belgischer Radrennfahrer
- De Mura, Francesco (1696–1782), italienischer Maler
- De Muschamp, Geoffrey († 1208), englischer Geistlicher, Bischof von Coventry
- De Muth, Peter J. (1892–1993), US-amerikanischer Politiker
- De Muynck, Johan (* 1948), belgischer Radrennfahrer
- De Muynck, Lucien (1931–1999), belgischer Leichtathlet
- De Muyser, Constant (1851–1902), luxemburgischer Eisenbahningenieur, Industrieller und Numismatiker
- De Muyser, Guy (1926–2024), luxemburgischer Politiker und Botschafter